# شوراب نجم سهيلي (مقاطعة دورة)
شوراب نجم سهيلي (بالفارسية: شوراب نجم سهیلی) هي قرية تقع في Shurab Rural District في إيران. يقدر عدد سكانها بـ 331 نسمة بحسب إحصاء 2016.